# Boone (North Carolina)
Boone ist eine Town im Nordwesten des US-Bundesstaates North Carolina. Das U.S. Census Bureau hat bei der Volkszählung 2020 eine Einwohnerzahl von 19.092 ermittelt.

## Zur Stadt und Lage
Sie ist Sitz der County-Verwaltung (County Seat) von Watauga County, welcher direkt an den Bundesstaat Tennessee angrenzt. Boone erhielt seinen Namen von dem US-Pionier und vermeintlichen Gründer der Stadt, Daniel Boone, der sich mehrfach innerhalb der heutigen Stadtgrenzen von Boone aufhielt. Daniels Neffen, Jesse und Jonathan (Söhne von Bruder Israel Boone), waren Mitglieder der ersten noch heute existierenden Gemeinde Three Forks Baptist.
Boone liegt im Herzen der Appalachen auf einer Höhe von ca. 1100 m. Größter Einzelarbeitgeber ist die Appalachian State University, mit 19.280 Studierenden (2019) die sechstgrößte der sechzehn Universitäten im Verbund der University of North Carolina, was dazu führt, dass sich in den Vorlesungszeiten die Einwohnerzahl von Boone nahezu verdoppelt. Das Caldwell Community College & Technical Institute unterhält das Watauga Residential College in Boone.
In den Wintermonaten ist der Ort wegen der guten Skimöglichkeiten ein beliebtes Naherholungsgebiet. Im Sommer zieht es zahlreiche Bewohner der nahe gelegenen US-Bundesstaaten Florida, South Carolina und Georgia, die hier oder in der näheren Umgebung Ferienhäuser unterhalten, wegen des angenehm milden Klimas nach Boone.

## Stadtentwicklung
Die Industrie-, Gewerbe und Wohnbebauung in der Stadt Boone ist aufgrund seiner Lage in den Bergen der Appalachen ein umstrittenes Thema. Am 16. Oktober 2009, beschloss der Stadtrat den Boone 2030 Land Use Plan. Dieser Entwicklungsplan ist keine verbindliche Rechtsnorm, soll jedoch dem Stadtrat und den entsprechenden Ausschüssen als Leitfaden zur Entscheidungsfindung zu einer angepassten Regionalentwicklung dienen.
Boone wurde bis zur Flut von 1940 mit der Schmalspurbahn East Tennessee and Western North Carolina Railroad, Spitzname Tweetsie, angeschlossen. Die Flut spülte einen Großteil der Gleise weg und die Linie wurde nach der Genehmigung der Interstate Commerce Commission am 22. März 1941 aufgegeben. Anschließend wurde ein Großteil des North Carolina Highway 105 entlang der ehemaligen Trasse gebaut. Im Jahr 2009 begann die North Carolina Department of Transportation (NCDOT) die Verbreiterung der Nationalstraße US421 (King Street) von einer vier- zu einer sechsspurigen Schnellstraße über eine Länge von 1,6 km zu einem Preis von rund 16 Millionen US-Dollar. Mit dieser Erweiterung werden 25 Unternehmen und 63 Wohnanlagen östlich der historischen Innenstadt von der King Street abgeschnitten. Der Abschluss des Projektes ist zum 31. Dezember 2011 geplant.
Boone ist ein Zentrum für Bluegrass-Musiker und Geschichtenerzähler aus den Appalachen. Zu den bemerkenswerten Künstlern, die mit Boone in Verbindung gebracht werden, gehören der verstorbene, mit dem Grammy Award ausgezeichnete Bluegrass-Gitarrist Doc Watson und der verstorbene Gitarrist Michael Houser, eines der Gründungsmitglieder und Leadgitarrist der Band Widespread Panic, sowie Old Crow Medicine Show, The Blue Rags und Eric Church, allesamt Boone-Ureinwohner.
In den Hügeln nördlich von Downtown Boone ist die Junaluska-Gemeinde beheimatet, die freie schwarze Gemeinschaft existierte bereits vor dem Bürgerkrieg. Die Junaluska Heritage Association wurde 2011 gegründet und arbeitet unter der Schirmherrschaft der gemeinnützigen Boone Mennonite Brethren Church. Die Junaluska Heritage Association (JHA) ist eine gemeindebasierte Organisation, die gegründet wurde, um das kulturelle Erbe zu bewahren und das Gemeindewachstum zu unterstützen. Junaluska ist die einzige verbliebene afroamerikanische Gemeinde in Watauga County.

## Windrad
1980 machte das damals neueste und zugleich größte Windkraftwerk der USA in der Kleinstadt Boone seinen Konstrukteuren Kopfzerbrechen: es ließ im Umkreis von mehreren Kilometern Fensterscheiben und das Geschirr in den Schränken klirren. Ferner erzeugten nach Darstellung der Anwohner die 60 Meter langen Rotor-Blätter, deren Geräusch unterhalb der menschlichen Hörschwelle liegen sollten, ein undefinierbares Pfeifen und Sausen. Ingenieure der Herstellerfirma General Electric und des US-Energieministeriums identifizierten das störende swish-swish als Bestandteil des von den Rotoren erzeugten Infraschalls. Bei bestimmten Wetterlagen und Windrichtungen wurden die Schwingungen noch verstärkt und lösten in der Umgebung des 2000-Kilowatt-Windkraftwerks die Geräuschkulisse aus. Zur Lösung des Problems wurden die Rotorendrehzahl verringert oder die stählernen Rotor-Blätter gegen Flügel aus Glasfasern ausgetauscht. Diese unvorhergesehenen Störungen waren in den 1980er und 1990er Jahren in Fachkreisen oft als Boone-Effekt bezeichnet worden.